# Mountainbike-Weltmeisterschaften
Die Mountainbike-Weltmeisterschaften, zwischenzeitlich: UCI Mountain Bike & Trials World Championships, werden vom Radsportweltverband UCI seit 1990 jährlich an wechselnden Orten ausgetragen. Mit Stand 2023 finden Wettbewerbe in den Disziplinen Cross-Country (olympisch (XCO), Short Track (XCC), Staffelrennen (XCR)), Downhill (DHI), Four Cross (4X) und E-Mountainbike Cross-Country (E-MTB XC) statt.

## Geschichte
Bereits in den Jahren 1988 und 1989 fanden die ersten beiden Mountainbike-Weltmeisterschaften statt. Mit der Anerkennung der Disziplinen durch die UCI übernahm diese ab dem Jahr 1990 auch die Austragung der Weltmeisterschaften. Anfänglich wurden Weltmeister nur in den Disziplinen Downhill und Cross-Country, nahe dem heutigen olympischen Cross-Country, ermittelt. Im Jahr 1999 wurden erstmals Staffelrennen im Cross-Country ausgetragen. Im Jahr 2002 kam der aus dem Bikecross kommende Dual-Slalom dazu und wurde zwei Jahre später durch Fourcross ersetzt. Seit 2003 richtet der Radsportweltverband in der Disziplin Cross-Country Marathon XCM zusätzlich die Mountainbike-Marathon-Weltmeisterschaften aus. Im Jahr 2012 kam der Cross-Country Eliminator XCE als neue Disziplin dazu.
Von 2000 bis 2016 wurden die WM-Wettbewerbe im Fahrrad-Trial in die Mountainbike-Weltmeisterschaften (UCI Mountain Bike & Trials World Championships) integriert. Zusammen mit den Wettbewerben im Cross-Country Eliminator werden diese jedoch ab dem Jahr 2017 wieder getrennt und im Rahmen der Urban-Cycling-Weltmeisterschaften durchgeführt, die 2017 bis 2019 in Chengdu durchgeführt wurden. Nachdem die Wettbewerbe im Eliminator im Jahr 2018 mangels Teilnehmerzahlen nur mit Ausnahmegenehmigung stattfinden konnten, gibt es seit 2019 die Mountainbike-Eliminator-Weltmeisterschaften als eigenständige Veranstaltung.
Im Jahr 2019 wurden erstmals WM-Wettbewerbe im E-Mountainbike ausgetragen, als jüngste Disziplin wurde 2021 der Cross-Country Short Track in das Programm der Mountainbike-Weltmeisterschaften aufgenommen.
2023 wurden die Wettkämpfe im Rahmen der disziplinen-übergreifenden Radsport-Weltmeisterschaften 2023 in Glasgow durchgeführt, dieses Format ist auch für 2027 und 2031 geplant. 2025 gibt es im Kanton Wallis vergrößerte Mountainbike-Weltmeisterschaften, in die die Wettkämpfe im Marathon (XCM), Pumptrack und Enduro einbezogen sind.

## Austragungsorte und Disziplinen
| Jahr | Ort                                        | XCO | XCR | DHI | Dual | 4X | XCE | Trial | XCC | E-MTB XC |
| ---- | ------------------------------------------ | --- | --- | --- | ---- | -- | --- | ----- | --- | -------- |
| 1990 | Durango                                    | X   |     | X   |      |    |     |       |     |          |
| 1991 | Il Ciocco                                  | X   |     | X   |      |    |     |       |     |          |
| 1992 | Bromont                                    | X   |     | X   |      |    |     |       |     |          |
| 1993 | Métabief                                   | X   |     | X   |      |    |     |       |     |          |
| 1994 | Vail                                       | X   |     | X   |      |    |     |       |     |          |
| 1995 | Kirchzarten                                | X   |     | X   |      |    |     |       |     |          |
| 1996 | Cairns                                     | X   |     | X   |      |    |     |       |     |          |
| 1997 | Château-d’Oex                              | X   |     | X   |      |    |     |       |     |          |
| 1998 | Mont Sainte-Anne                           | X   |     | X   |      |    |     |       |     |          |
| 1999 | Åre                                        | X   | X   | X   |      |    |     |       |     |          |
| 2000 | Sierra Nevada                              | X   | X   | X   | X    |    |     | X     |     |          |
| 2001 | Vail                                       | X   | X   | X   | X    |    |     | X     |     |          |
| 2002 | Kaprun                                     | X   | X   | X   |      | X  |     | X     |     |          |
| 2003 | Lugano                                     | X   | X   | X   |      | X  |     | X     |     |          |
| 2004 | Les Gets                                   | X   | X   | X   |      | X  |     | X     |     |          |
| 2005 | Livigno                                    | X   | X   | X   |      | X  |     | X     |     |          |
| 2006 | Rotorua                                    | X   | X   | X   |      | X  |     | X     |     |          |
| 2007 | Fort William                               | X   | X   | X   |      | X  |     | X     |     |          |
| 2008 | Val di Sole                                | X   | X   | X   |      | X  |     | X     |     |          |
| 2009 | Canberra                                   | X   | X   | X   |      | X  |     | X     |     |          |
| 2010 | Mont Sainte-Anne                           | X   | X   | X   |      | X  |     | X     |     |          |
| 2011 | Champéry                                   | X   | X   | X   |      | X  |     | X     |     |          |
| 2012 | Saalfelden Leogang (DHI, 4X)               | X   | X   | X   |      | X  | X   | X     |     |          |
| 2013 | Pietermaritzburg Leogang (4X)              | X   | X   | X   |      | X  | X   | X     |     |          |
| 2014 | Hafjell Leogang (4X)                       | X   | X   | X   |      | X  | X   | X     |     |          |
| 2015 | Vallnord Val di Sole (4X)                  | X   | X   | X   |      | X  | X   | X     |     |          |
| 2016 | Nové Město na Moravě Val di Sole (DHI, 4X) | X   | X   | X   |      | X  | X   | X     |     |          |
| 2017 | Cairns Val di Sole (4X)                    | X   | X   | X   |      | X  |     |       |     |          |
| 2018 | Lenzerheide Val di Sole (4X)               | X   | X   | X   |      | X  |     |       |     |          |
| 2019 | Mont Sainte-Anne Val di Sole (4X)          | X   | X   | X   |      | X  |     |       |     | X        |
| 2020 | Leogang                                    | X   | X   | X   |      |    |     |       |     | X        |
| 2021 | Val di Sole                                | X   | X   | X   |      | X  |     |       | X   | X        |
| 2022 | Les Gets                                   | X   | X   | X   |      |    |     |       | X   | X        |
| 2023 | Glasgow                                    | X   | X   | X   |      |    |     |       | X   | X        |
| 2024 | Vallnord                                   | X   | X   | X   |      |    |     |       | X   | X        |
| 2025 | Wallis                                     | X   | X   | X   |      |    |     |       | X   | X        |

## Cross-Country (olympisch) XCO

### Männer
| Jahr | Gold                 | Silber               | Bronze                |
| ---- | -------------------- | -------------------- | --------------------- |
| 2024 | Alan Hatherly        | Victor Koretzky      | Thomas Pidcock        |
| 2023 | Thomas Pidcock       | Samuel Gaze          | Nino Schurter         |
| 2022 | Nino Schurter -10-   | David Valero Serrano | Luca Braidot          |
| 2021 | Nino Schurter -9-    | Mathias Flückiger    | Victor Koretzky       |
| 2020 | Jordan Sarrou        | Mathias Flückiger    | Titouan Carod         |
| 2019 | Nino Schurter -8-    | Mathias Flückiger    | Stéphane Tempier      |
| 2018 | Nino Schurter -7-    | Gerhard Kerschbaumer | Mathieu van der Poel  |
| 2017 | Nino Schurter -6-    | Jaroslav Kulhavý     | Thomas Litscher       |
| 2016 | Nino Schurter -5-    | Jaroslav Kulhavý     | Julien Absalon        |
| 2015 | Nino Schurter -4-    | Julien Absalon       | Ondřej Cink           |
| 2014 | Julien Absalon -5-   | Nino Schurter        | Marco Aurelio Fontana |
| 2013 | Nino Schurter -3-    | Manuel Fumic         | José Antonio Hermida  |
| 2012 | Nino Schurter -2-    | Lukas Flückiger      | Mathias Flückiger     |
| 2011 | Jaroslav Kulhavý     | Nino Schurter        | Julien Absalon        |
| 2010 | José Antonio Hermida | Jaroslav Kulhavý     | Burry Stander         |
| 2009 | Nino Schurter        | Julien Absalon       | Florian Vogel         |
| 2008 | Christoph Sauser     | Florian Vogel        | Ralph Näf             |
| 2007 | Julien Absalon -4-   | Ralph Näf            | Florian Vogel         |
| 2006 | Julien Absalon -3-   | Christoph Sauser     | Fredrik Kessiakoff    |
| 2005 | Julien Absalon -2-   | Christoph Sauser     | José Antonio Hermida  |
| 2004 | Julien Absalon       | Cédric Ravanel       | Thomas Frischknecht   |
| 2003 | Filip Meirhaeghe     | Ryder Hesjedal       | Roel Paulissen        |
| 2002 | Roland Green -2-     | Filip Meirhaeghe     | Thomas Frischknecht   |
| 2001 | Roland Green         | Thomas Frischknecht  | Christoph Sauser      |
| 2000 | Miguel Martinez      | Roland Green         | Bart Brentjens        |
| 1999 | Michael Rasmussen    | Miguel Martinez      | Filip Meirhaeghe      |
| 1998 | Christophe Dupouey   | Jerome Chiotti       | Filip Meirhaeghe      |
| 1997 | Hubert Pallhuber     | Henrik Djernis       | Luca Bramati          |
| 1996 | Thomas Frischknecht  | Rune Høydahl         | Hubert Pallhuber      |
| 1995 | Bart Brentjens       | Miguel Martinez      | Jan Erik Ostergaard   |
| 1994 | Henrik Djernis -3-   | Tinker Juarez        | Bart Brentjens        |
| 1993 | Henrik Djernis -2-   | Marcel Gerritsen     | Jan Erik Ostergaard   |
| 1992 | Henrik Djernis       | Thomas Frischknecht  | David Baker           |
| 1991 | John Tomac           | Thomas Frischknecht  | Ned Overend           |
| 1990 | Ned Overend          | Thomas Frischknecht  | Tim Gould             |

### Frauen
| Jahr | Gold                       | Silber                 | Bronze                 |
| ---- | -------------------------- | ---------------------- | ---------------------- |
| 2024 | Puck Pieterse              | Anne Terpstra          | Martina Berta          |
| 2023 | Pauline Ferrand-Prévot -5- | Loana Lecomte          | Puck Pieterse          |
| 2022 | Pauline Ferrand-Prévot -4- | Jolanda Neff           | Haley Batten           |
| 2021 | Evie Richards              | Anne Terpstra          | Sina Frei              |
| 2020 | Pauline Ferrand-Prévot -3- | Eva Lechner            | Rebecca McConnell      |
| 2019 | Pauline Ferrand-Prévot -2- | Jolanda Neff           | Rebecca McConnell      |
| 2018 | Kate Courtney              | Annika Langvad         | Emily Batty            |
| 2017 | Jolanda Neff               | Annie Last             | Pauline Ferrand-Prévot |
| 2016 | Annika Langvad             | Lea Davison            | Emily Batty            |
| 2015 | Pauline Ferrand-Prévot     | Irina Kalentjewa       | Jana Belomoina         |
| 2014 | Catharine Pendrel -2-      | Irina Kalentjewa       | Lea Davison            |
| 2013 | Julie Bresset -2-          | Maja Włoszczowska      | Esther Süss            |
| 2012 | Julie Bresset              | Gunn-Rita Dahle Flesjå | Georgia Gould          |
| 2011 | Catharine Pendrel          | Maja Włoszczowska      | Eva Lechner            |
| 2010 | Maja Włoszczowska          | Irina Kalentjewa       | Willow Koerber         |
| 2009 | Irina Kalentjewa           | Lene Byberg            | Willow Koerber         |
| 2008 | Margarita Fullana -3-      | Sabine Spitz           | Irina Kalentjewa       |
| 2007 | Irina Kalentjewa           | Sabine Spitz           | Jingjing Wang          |
| 2006 | Gunn-Rita Dahle -4-        | Irina Kalentjewa       | Marie-Hélène Prémont   |
| 2005 | Gunn-Rita Dahle -3-        | Maja Włoszczowska      | Petra Henzi            |
| 2004 | Gunn-Rita Dahle -2-        | Maja Włoszczowska      | Alison Sydor           |
| 2003 | Sabine Spitz               | Alison Sydor           | Irina Kalentjewa       |
| 2002 | Gunn-Rita Dahle            | Anna Szafraniec        | Sabine Spitz           |
| 2001 | Alison Dunlap              | Alison Sydor           | Sabine Spitz           |
| 2000 | Margarita Fullana -2-      | Alison Sydor           | Paola Pezzo            |
| 1999 | Margarita Fullana          | Alison Sydor           | Paola Pezzo            |
| 1998 | Laurence Leboucher         | Gunn-Rita Dahle        | Alison Sydor           |
| 1997 | Paola Pezzo                | Nadia De Negri         | Margarita Fullana      |
| 1996 | Alison Sydor -3-           | Ruthie Matthes         | Maria Paola Turcutto   |
| 1995 | Alison Sydor -2-           | Silvia Fürst           | Chantal Daucourt       |
| 1994 | Alison Sydor               | Susan De Mattei        | Sara Ballantyne        |
| 1993 | Paola Pezzo                | Jeannie Longo          | Ruthie Matthes         |
| 1992 | Silvia Fürst               | Alison Sydor           | Ruthie Matthes         |
| 1991 | Ruthie Matthes             | Eva Orvosova           | Silvia Fürst           |
| 1990 | Juli Furtado               | Sara Ballantyne        | Ruthie Matthes         |

## Cross-Country Short Track XCC

### Männer
| Jahr | Gold                | Silber            | Bronze            |
| ---- | ------------------- | ----------------- | ----------------- |
| 2024 | Victor Koretzky     | Charlie Aldridge  | Alan Hatherly     |
| 2023 | Samuel Gaze         | Victor Koretzky   | Thomas Pidcock    |
| 2022 | Samuel Gaze         | Filippo Colombo   | Thomas Litscher   |
| 2021 | Christopher Blevins | Henrique Avancini | Maximilian Brandl |

### Frauen
| Jahr | Gold                   | Silber                 | Bronze                 |
| ---- | ---------------------- | ---------------------- | ---------------------- |
| 2024 | Evie Richards          | Pauline Ferrand-Prévot | Jenny Rissveds         |
| 2023 | Pauline Ferrand-Prévot | Puck Pieterse          | Evie Richards          |
| 2022 | Pauline Ferrand-Prévot | Alessandra Keller      | Gwendalyn Gibson       |
| 2021 | Sina Frei              | Evie Richards          | Pauline Ferrand-Prévot |

## Cross-Country Staffel Mixed
| Jahr | Gold | Silber                                                                                        | Bronze                                                                                             |
| ---- | --- | --------------------------------------------------------------------------------------------- | -------------------------------------------------------------------------------------------------- |
| 2024 | Braydon Johnson, Nicholas Konecny, Haley Batten, Vida Lopez de San Roman, Madigan Munro, Christopher Blevins | Luca Martin, Nicolas Kalanquin, Loana Lecomte, Olivia Onesti, Anaïs Moulin, Mathis Azzaro     | Luca Braidot, Matteo Siffredi, Martina Berta, Giada Martinoli, Valentina Corvi, Mattia Stenico     |
| 2023 | Dario Lillo, Nicolas Halter, Linda Indergand, Ronja Blöchlinger, Anina Hutter, Nino Schurter                 | Adrien Boichis, Julien Hemon, Loana Lecomte, Line Burquier, Anaïs Moulin, Jordan Sarrou       | Tobias Lillelund, Albert Philipsen, Julie Lillelund, Sofie Pedersen, Caroline Bohé, Sebastian Fini |
| 2022 | Dario Lillo, Khalid Sidahmed, Ramona Forchini, Ronja Blöchlinger, Anina Hutter, Nino Schurter                | Luca Braidot, Marco Betteo, Martina Berta, Valentina Corvi, Giada Specia, Simone Avondetto    | Christopher Blevins, Cayden Parker, Madigan Munro, Bailey Cioppa, Haley Batten, Riley Amos         |
| 2021 | Mathis Azzaro, Adrien Boichis, Lena Gerault, Tatiana Tournut, Line Burquier, Jordan Sarrou                   | Christopher Blevins, Brayden Johnson, Savilia Blunk, Ruth Holcomb, Kate Courtney, Riley Amos  | Leon Kaiser, Paul Schehl, Sina van Thiel, Nina Benz, Ronja Eibl, Luca Schwarzbauer                 |
| 2020 | Lena Gerault, Luca Martin, Olivia Onesti, Loana Lecomte, Jordan Sarrou, Mathis Azzaro                        | Juri Zanotti, Marika Tovo, Nicole Pesse, Filippo Agostinacchio, Eva Lechner, Luca Braidot     | Thomas Litscher, Luke Wiedmann, Sina Frei, Noëlle Buri, Alexandre Balmer, Elisa Alvarez            |
| 2019 | Joel Roth, Janis Baumann, Sina Frei, Jolanda Neff, Nino Schurter                                             | Riley Amos, Haley Batten, Kate Courtney, Keegan Swenson, Christopher Blevins                  | Thibault Daniel, Luca Martin, Pauline Ferrand-Prévot, Loana Lecomte, Jordan Sarrou                 |
| 2018 | Filippo Colombo, Alexandre Balmer, Sina Frei, Jolanda Neff, Nino Schurter                                    | Leon Kaiser, Elisabeth Brandau, Maximilian Brandl, Ronja Eibl, Manuel Fumic                   | Sebastian Carstensen, Alexander Young Andersen, Annika Langvad, Malene Degn, Simon Andreassen      |
| 2017 | Filippo Colombo, Joel Roth, Sina Frei, Jolanda Neff, Nino Schurter                                           | Sebastian Carstensen, Alexander Young Andersen, Annika Langvad, Malene Degn, Simon Andreassen | Jordan Sarrou, Mathis Azzaro, Pauline Ferrand-Prévot, Lena Gerault, Perrin Ganier                  |
| 2016 | Victor Koretzky, Benjamin Le Ny, Pauline Ferrand-Prévot, Jordan Sarrou                                       | Matej Prudek, Richard Holec, Kateřina Nash, Jaroslav Kulhavý                                  | Filippo Colombo, Vital Albin, Sina Frei, Lars Forster                                              |
| 2015 | Victor Koretzky, Jordan Sarrou, Pauline Ferrand-Prévot, Antoine Philipp                                      | Simon Andreassen, Niels Rasmussen, Annika Langvad, Sebastian Fini Carstensen                  | Francesco Bonetto, Eva Lechner, Gioele Bertolini, Aurelio Fontana                                  |
| 2014 | Jordan Sarrou, Hugo Pigeon, Pauline Ferrand-Prévot, Maxime Marotte                                           | Andri Frischknecht, Filippo Colombo, Jolanda Neff, Nino Schurter                              | Kryštof Bogar, Jan Rajchart, Kateřina Nash, Jaroslav Kulhavý                                       |
| 2013 | Marco Aurelio Fontana, Gioele Bertolini, Eva Lechner, Gerhard Kerschbaumer                                   | Jordan Sarrou, Raphael Gay, Julie Bresset, Maxime Marotte                                     | Markus Schulte-Lünzum, Georg Egger, Hanna Klein, Manuel Fumic                                      |
| 2012 | Marco Aurelio Fontana, Beltain Schmid, Eva Lechner, Luca Braidot                                             | Jordan Sarrou, Victor Koretzky, Julie Bresset, Maxime Marotte                                 | Markus Schulte-Lünzum, Martin Frey, Sabine Spitz, Manuel Fumic                                     |
| 2011 | Fabien Canal, Victor Koretzky, Julie Bresset, Maxime Marotte                                                 | Nino Schurter, Lars Forster, Nathalie Schneitter, Thomas Litscher                             | Marco Aurelio Fontana, Lorenzo Samparisi, Eva Lechner, Gerhard Kerschbaumer                        |
| 2010 | Ralph Näf, Roger Walder, Katrin Leumann, Thomas Litscher                                                     | Julian Schelb, Marcel Fleschhut, Sabine Spitz, Manuel Fumic                                   | Jaroslav Kulhavý, Ondřej Cink, Tomas Paprstka, Kateřina Nash                                       |
| 2009 | Marco Aurelio Fontana, Cristian Cominelli, Eva Lechner, Gerhard Kerschbaumer                                 | Raphael Gagne, Geoff Kabush, Evan Guthrie, Catharine Pendrel                                  | Alexis Vuillermoz, Cedric Ravanel, Hugo Drechou, Cecile Rode Ravanel                               |
| 2008 | Alexis Vuillermoz, Jean-Christophe Péraud, Arnaud Jouffroy, Laurence Leboucher                               | Florian Vogel, Matthias Rupp, Petra Henzi, Nino Schurter                                      | Marco Aurelio Fontana, Cristian Cominelli, Eva Lechner, Gerhard Kerschbaumer                       |
| 2007 | Florian Vogel, Thomas Litscher, Petra Henzi, Nino Schurter                                                   | Marcin Karczyński, Piotr Brzozka, Maja Włoszczowska, Dariusz Batek                            | Georgia Gould, Ethan Gilmour, Samuel Schultz, Adam Craig                                           |
| 2006 | Florian Vogel, Martin Fanger, Petra Henzi, Nino Schurter                                                     | Tony Longo, Cristian Cominelli, Eva Lechner, Jader Zoli                                       | Marcin Karczyński, Adrian Działakiewicz, Maja Włoszczowska, Kryspin Pyrgies                        |
| 2005 | José Antonio Hermida, Rubén Ruzafa, Oliver Aviles, Rocio Gaminal                                             | Tony Longo, Marco Bui, Eva Lechner, Johannes Schweiggl                                        | Alexis Vuillermoz, Cedric Ravanel, Stéphane Tempier, Séverine Hansen                               |
| 2004 | Raphael Gagne, Geoff Kabush, Maximillian Plaxton, Kiara Bisaro                                               | Florian Vogel, Ralph Näf, Barbara Blatter, Nino Schurter                                      | Marcin Karczyński, Pawel Szpila, Maja Włoszczowska, Kryspin Pyrgies                                |
| 2003 | Marcin Karczyński, Anna Szafraniec, Piotr Formicki, Kryspin Pyrgies                                          | Balz Weber, Ralph Näf, Barbara Blatter, Nino Schurter                                         | Roland Green, Ricky Federau, Maximillian Plaxton, Christina Redden                                 |
| 2002 | Roland Green, Ryder Hesjedal, Maximillian Plaxton, Alison Sydor                                              | Julian Absalon, Cedric Ravanel, Laurence Leboucher, Demaret                                   | Florian Vogel, Thomas Frischknecht, Petra Henzi, Lukas Flückiger                                   |
| 2001 | Roland Green, Ryder Hesjedal, Adam Coates, Christina Redden                                                  | Sid Taberlay, Mary Grigson, Trent Love, Cadel Evans                                           | José Antonio Hermida, Carlos Coloma, Iñaki Lejarreta, Janet Puiggros                               |
| 2000 | José Antonio Hermida, Roberto Lezaun, Margarita Fullana, Rocio Gaminal                                       | Florian Vogel, Christoph Sauser, Barbara Blatter, Silvio Bundi                                | Marco Bui, Leonardo Zanotti, Mirko Faranisi, Paola Pezzo                                           |
| 1999 | José Antonio Hermida, Roberto Lezaun, Margarita Fullana, Carlos Coloma                                       | ?                                                                                             | ?                                                                                                  |

## Cross-Country Eliminator XCE

### Männer
| Jahr | Gold                  | Silber            | Bronze            |
| ---- | --------------------- | ----------------- | ----------------- |
| 2016 | Daniel Federspiel -2- | Simon Gegenheimer | Fabrice Mels      |
| 2015 | Daniel Federspiel     | Samuel Gaze       | Simon Gegenheimer |
| 2014 | Fabrice Mels          | Emil Lindgren     | Kévin Miquel      |
| 2013 | Paul Van Der Ploeg    | Daniel Federspiel | Catriel Soto      |
| 2012 | Ralph Näf             | Miha Halzer       | Daniel Federspiel |

### Frauen
| Jahr | Gold                | Silber              | Bronze                |
| ---- | ------------------- | ------------------- | --------------------- |
| 2016 | Linda Indergand -2- | Kathrin Stirnemann  | Ramona Forchini       |
| 2015 | Linda Indergand -1- | Ingrid Bøe Jacobsen | Kathrin Stirnemann    |
| 2014 | Kathrin Stirnemann  | Linda Indergand     | Ingrid Bøe Jacobsen   |
| 2013 | Alexandra Engen -2- | Jolanda Neff        | Linda Indergand       |
| 2012 | Alexandra Engen -1- | Jolanda Neff        | Aleksandra Dawidowicz |

## Downhill DHI

### Männer
| Jahr | Gold                 | Silber            | Bronze              |
| ---- | -------------------- | ----------------- | ------------------- |
| 2024 | Loris Vergier        | Benoît Coulanges  | Finn Iles           |
| 2023 | Charlie Hatton       | Andreas Kolb      | Laurie Greenland    |
| 2022 | Loïc Bruni -5-       | Amaury Pierron    | Loris Vergier       |
| 2021 | Greg Minnaar -4-     | Benoît Coulanges  | Troy Brosnan        |
| 2020 | Reece Wilson         | David Trummer     | Remy Thirion        |
| 2019 | Loïc Bruni -4-       | Troy Brosnan      | Amaury Pierron      |
| 2018 | Loïc Bruni -3-       | Martin Maes       | Danny Hart          |
| 2017 | Loïc Bruni -2-       | Michael Hannah    | Aaron Gwin          |
| 2016 | Danny Hart -2-       | Laurie Greenland  | Florent Payet       |
| 2015 | Loïc Bruni           | Greg Minnaar      | Josh Bryceland      |
| 2014 | Gee Atherton -2-     | Josh Bryceland    | Troy Brosnan        |
| 2013 | Greg Minnaar -3-     | Michael Hannah    | Jared Graves        |
| 2012 | Greg Minnaar -2-     | Gee Atherton      | Steve Smith         |
| 2011 | Danny Hart           | Damien Spagnolo   | Samuel Blenkinsop   |
| 2010 | Sam Hill -3-         | Steve Smith       | Greg Minnaar        |
| 2009 | Steve Peat           | Greg Minnaar      | Michael Hannah      |
| 2008 | Gee Atherton         | Steve Peat        | Sam Hill            |
| 2007 | Sam Hill -2-         | Fabien Barel      | Gee Atherton        |
| 2006 | Sam Hill             | Greg Minnaar      | Nathan Rennie       |
| 2005 | Fabien Barel -2-     | Sam Hill          | Greg Minnaar        |
| 2004 | Fabien Barel         | Greg Minnaar      | Sam Hill            |
| 2003 | Greg Minnaar         | Mickael Pascal    | Fabien Barel        |
| 2002 | Nicolas Vouilloz -7- | Steve Peat        | Chris Kovarik       |
| 2001 | Nicolas Vouilloz -6- | Steve Peat        | Greg Minnaar        |
| 2000 | Myles Rockwell       | Steve Peat        | Mickael Pascal      |
| 1999 | Nicolas Vouilloz -5- | Mickael Pascal    | Eric Carter         |
| 1998 | Nicolas Vouilloz -4- | Gerwin Peters     | Mickael Pascal      |
| 1997 | Nicolas Vouilloz -3- | John Tomac        | Cédric Gracia       |
| 1996 | Nicolas Vouilloz -2- | Shaun Palmer      | Bas De Bever        |
| 1995 | Nicolas Vouilloz     | François Gachet   | Mike King           |
| 1994 | François Gachet      | Tommy Johansson   | Corrado Herin       |
| 1993 | Mike King            | Paolo Caramellino | Myles Rockwell      |
| 1992 | Dave Cullinan        | Jimmy Deaton      | Christian Taillefer |
| 1991 | Albert Iten          | John Tomac        | Glen Adams          |
| 1990 | Greg Herbold         | Mike Kloser       | Paul Thomasberg     |

### Frauen
| Jahr | Gold                       | Silber            | Bronze           |
| ---- | -------------------------- | ----------------- | ---------------- |
| 2024 | Valentina Höll -3-         | Myriam Nicole     | Tahnée Seagrave  |
| 2023 | Valentina Höll -2-         | Camille Balanche  | Marine Cabirou   |
| 2022 | Valentina Höll             | Nina Hoffmann     | Myriam Nicole    |
| 2021 | Myriam Nicole -2-          | Marine Cabirou    | Camille Balanche |
| 2020 | Camille Balanche           | Myriam Nicole     | Monika Hrastnik  |
| 2019 | Myriam Nicole              | Tahnée Seagrave   | Marine Cabirou   |
| 2018 | Rachel Atherton -5-        | Tahnée Seagrave   | Myriam Nicole    |
| 2017 | Miranda Miller             | Myriam Nicole     | Tracey Hannah    |
| 2016 | Rachel Atherton -4-        | Myriam Nicole     | Tracey Hannah    |
| 2015 | Rachel Atherton -3-        | Manon Carpenter   | Tracey Hannah    |
| 2014 | Manon Carpenter            | Rachel Atherton   | Tahnée Seagrave  |
| 2013 | Rachel Atherton -2-        | Emmeline Ragot    | Tracey Hannah    |
| 2012 | Morgane Charre             | Emmeline Ragot    | Manon Carpenter  |
| 2011 | Emmeline Ragot -2-         | Rachel Atherton   | Claire Buchar    |
| 2010 | Tracy Moseley              | Sabrina Jonnier   | Emmeline Ragot   |
| 2009 | Emmeline Ragot             | Tracy Moseley     | Kathleen Pruitt  |
| 2008 | Rachel Atherton            | Sabrina Jonnier   | Emmeline Ragot   |
| 2007 | Sabrina Jonnier -2-        | Rachel Atherton   | Tracey Hannah    |
| 2006 | Sabrina Jonnier            | Tracy Moseley     | Rachel Atherton  |
| 2005 | Anne-Caroline Chausson -9- | Sabrina Jonnier   | Emmeline Ragot   |
| 2004 | Vanessa Quin               | Mio Suemasa       | Celine Gros      |
| 2003 | Anne-Caroline Chausson -8- | Sabrina Jonnier   | Nolvenn Le Caer  |
| 2002 | Anne-Caroline Chausson -7- | Fionn Griffiths   | Missy Giove      |
| 2001 | Anne-Caroline Chausson -6- | Fionn Griffiths   | Leigh Donovan    |
| 2000 | Anne-Caroline Chausson -5- | Katja Repo        | Marla Streb      |
| 1999 | Anne-Caroline Chausson -4- | Katja Repo        | Sari Jorgensen   |
| 1998 | Anne-Caroline Chausson -3- | Nolvenn LeCaer    | Cheri Elliott    |
| 1997 | Anne-Caroline Chausson -2- | Marielle Saner    | Katja Repo       |
| 1996 | Anne-Caroline Chausson     | Leigh Donovan     | Missy Giove      |
| 1995 | Leigh Donovan              | Mercedes Gonzalez | Giovanna Bonazzi |
| 1994 | Missy Giove                | Sophie Kempf      | Giovanna Bonazzi |
| 1993 | Giovanna Bonazzi -2-       | Kim Sonier        | Missy Giove      |
| 1992 | Juli Furtado               | Kim Sonier        | Cindy Devine     |
| 1991 | Giovanna Bonazzi           | Nathalie Fiat     | Cindy Devine     |
| 1990 | Cindy Devine               | Elladee Brown     | Penny Davidson   |

## Four Cross 4X

### Männer
| Jahr | Gold                   | Silber             | Bronze           |
| ---- | ---------------------- | ------------------ | ---------------- |
| 2021 | Tomáš Slavík -3-       | Adrien Loron       | Hannes Slavik    |
| 2020 | keine Austragung       | keine Austragung   | keine Austragung |
| 2019 | Romain Mayet           | Elliott Heap       | Felix Beckeman   |
| 2018 | Quentin Derbier        | Tomáš Slavík       | Mikulas Nevrkla  |
| 2017 | Felix Beckeman         | Quentin Derbier    | Giovanni Pozzoni |
| 2016 | Mitja Ergaver          | Hannes Slavik      | Luke Cryer       |
| 2015 | Aiko Göhler            | Luke Cryer         | Benedikt Last    |
| 2014 | Tomáš Slavík -2-       | Michael Mechura    | Simon Waldburger |
| 2013 | Joost Wichman          | Michael Mechura    | Quentin Derbier  |
| 2012 | Roger Rinderknecht     | Michael Mechura    | Tomáš Slavík     |
| 2011 | Michal Prokop -3-      | Roger Rinderknecht | Joost Wichman    |
| 2010 | Tomáš Slavík           | Jared Graves       | Michal Prokop    |
| 2009 | Jared Graves           | Romain Saladini    | Jakub Riha       |
| 2008 | Rafael Alvarez de Lara | Roger Rinderknecht | Mickael Deldycke |
| 2007 | Brian Lopes -3-        | Romain Saladini    | Jurg Meijer      |
| 2006 | Michal Prokop -2-      | Roger Rinderknecht | Guido Tschugg    |
| 2005 | Brian Lopes -2-        | Jared Graves       | Mickael Deldycke |
| 2004 | Eric Carter            | Mickael Deldycke   | Michal Prokop    |
| 2003 | Michal Prokop          | Eric Carter        | Brian Lopes      |
| 2002 | Brian Lopes            | Cédric Gracia      | Eric Carter      |

### Frauen
| Jahr | Gold                       | Silber            | Bronze                  |
| ---- | -------------------------- | ----------------- | ----------------------- |
| 2021 | Michaela Hájková           | Mathilde Bernard  | Anna Sara Rojas         |
| 2020 | keine Austragung           | keine Austragung  | keine Austragung        |
| 2019 | Romana Labounková -5-      | Natasha Bradley   | Mathilde Bernard        |
| 2018 | Romana Labounková          | Natasha Bradley   | Raphaela Richter        |
| 2017 | Caroline Buchanan -5-      | Romana Labounková | Helene Valerie Frühwirt |
| 2016 | Caroline Buchanan -4-      | Franziska Meyer   | Anneke Beerten          |
| 2015 | Anneke Beerten -3-         | Lucia Oetjen      | Steffi Marth            |
| 2014 | Katy Curd                  | Anneke Beerten    | Steffi Marth            |
| 2013 | Caroline Buchanan -3-      | Katy Curd         | Céline Gros             |
| 2012 | Anneke Beerten -2-         | Romana Labounková | Céline Gros             |
| 2011 | Anneke Beerten             | Fionn Griffiths   | Céline Gros             |
| 2010 | Caroline Buchanan -2-      | Jana Horakova     | Romana Labounková       |
| 2009 | Caroline Buchanan          | Jill Kintner      | Melissa Buhl            |
| 2008 | Melissa Buhl               | Jana Horaková     | Romana Labounková       |
| 2007 | Jill Kintner -3-           | Anneke Beerten    | Melissa Buhl            |
| 2006 | Jill Kintner -2-           | Anneke Beerten    | Anita Molcik            |
| 2005 | Jill Kintner               | Katrina Miller    | Tara Llanes             |
| 2004 | Jana Horakova              | Jill Kintner      | Tara Llanes             |
| 2003 | Anne-Caroline Chausson -2- | Sabrina Jonnier   | Jill Kintner            |
| 2002 | Anne-Caroline Chausson     | Katrina Miller    | Sabrina Jonnier         |

## Dual Slalom DS

### Männer
| Jahr | Gold        | Silber        | Bronze           |
| ---- | ----------- | ------------- | ---------------- |
| 2001 | Brian Lopes | Cédric Gracia | Wade Bootes      |
| 2000 | Wade Bootes | Brian Lopes   | Mickael Deldycke |

### Frauen
| Jahr | Gold                       | Silber         | Bronze          |
| ---- | -------------------------- | -------------- | --------------- |
| 2001 | Anne-Caroline Chausson -2- | Katrina Miller | Tara Llanes     |
| 2000 | Anne-Caroline Chausson     | Tara Llanes    | Sabrina Jonnier |

## E-Mountainbike Cross-Country E-MTB XC

### Männer
| Jahr | Gold           | Silber          | Bronze              |
| ---- | -------------- | --------------- | ------------------- |
| 2024 | Jérôme Gilloux | Martín Vidaurre | Hugo Pigeon         |
| 2023 | Joris Ryf      | Hugo Pigeon     | Jérôme Gilloux      |
| 2022 | Jérôme Gilloux | Hugo Pigeon     | Joris Ryf           |
| 2021 | Jérôme Gilloux | Hugo Pigeon     | Christopher Blevins |
| 2020 | Thomas Pidcock | Jérôme Gilloux  | Simon Andreassen    |
| 2019 | Alan Hatherly  | Jérôme Gilloux  | Julien Absalon      |

### Frauen
| Jahr | Gold                | Silber              | Bronze                       |
| ---- | ------------------- | ------------------- | ---------------------------- |
| 2024 | Sofia Wiedenroth    | Nathalie Schneitter | Florencia Espiñeira Herreros |
| 2023 | Nathalie Schneitter | Sofia Wiedenroth    | Justine Tonso                |
| 2022 | Nicole Göldi        | Justine Tonso       | Nathalie Schneitter          |
| 2021 | Nicole Göldi        | Laura Charles       | Sofia Wiedenroth             |
| 2020 | Mélanie Pugin       | Kathrin Stirnemann  | Nathalie Schneitter          |
| 2019 | Nathalie Schneitter | Maghalie Rochette   | Anneke Beerten               |

## Trials

### Trials Frauen
| Jahr | Gold                   | Silber                    | Bronze               |
| ---- | ---------------------- | ------------------------- | -------------------- |
| 2016 | Nina Reichenbach       | Janine Jungfels           | Perrine Devahive     |
| 2015 | Janine Jungfels        | Tatiana Janickova         | Nina Reichenbach     |
| 2014 | Tatiana Janickova -2-  | Nina Reichenbach          | Gemma Abant Condal   |
| 2013 | Tatiana Janickova      | Gemma Abant Condal        | Janine Jungfels      |
| 2012 | Gemma Abant Condal -3- | Andrea Wesp               | Tatiana Janickova    |
| 2011 | Karin Moor -8-         | Gemma Abant Condal        | Meireia Abant Condal |
| 2010 | Gemma Abant Condal -2- | Karin Moor                | Tatiana Janickova    |
| 2009 | Karin Moor -7-         | Julie Pesenti             | Gemma Abant Condal   |
| 2008 | Gemma Abant Condal     | Karin Moor                | Julie Pesenti        |
| 2007 | Karin Moor -6-         | Gemma Abant Condal        | Meireia Abant Condal |
| 2006 | Karin Moor -5-         | Meireia Abant Condal      | Gemma Abant Condal   |
| 2005 | Karin Moor -4-         | Ann-Christin Bettenhausen | Meireia Abant Condal |
| 2004 | Karin Moor -3-         | Ann-Christin Bettenhausen | Meireia Abant Condal |
| 2003 | Karin Moor -2-         | Ann-Christin Bettenhausen | Lucie Miramond       |
| 2002 | Karin Moor             | Lucie Miramond            | Floriane Combe       |

### Trials Männer 26 Zoll
| Jahr | Gold                   | Silber             | Bronze              |
| ---- | ---------------------- | ------------------ | ------------------- |
| 2016 | Jack Carthy            | Gilles Coustellier | Kenny Belaey        |
| 2015 | Vincent Hermance -3-   | Jack Carthy        | Kenny Belaey        |
| 2014 | Gilles Coustellier -5- | Aurelien Fontenoy  | Kenny Belaey        |
| 2013 | Vincent Hermance -2-   | Gilles Coustellier | Kenny Belaey        |
| 2012 | Gilles Coustellier -4- | Aurelien Fontenoy  | Kenny Belaey        |
| 2011 | Gilles Coustellier -3- | Kenny Belaey       | Vincent Hermance    |
| 2010 | Kenny Belaey -4-       | Benito Ros Charral | Marc Caisso         |
| 2009 | Gilles Coustellier -2- | Kenny Belaey       | Vincent Hermance    |
| 2008 | Gilles Coustellier     | Vincent Hermance   | Daniel Comas        |
| 2007 | Vincent Hermance       | Gilles Coustellier | Kenny Belaey        |
| 2006 | Kenny Belaey -3-       | Vincent Hermance   | Giacomo Coustellier |
| 2005 | Kenny Belaey -2-       | Vincent Hermance   | Benito Ros Charral  |
| 2004 | Daniel Comas Riera     | Vincent Hermance   | Marc Caisso         |
| 2003 | Giacomo Coustellier    | Marc Caisso        | Kenny Belaey        |
| 2002 | Kenny Belaey           | Marc Vinco         | Marc Caisso         |

### Trials Männer 20 Zoll
| Jahr | Gold                      | Silber                | Bronze             |
| ---- | ------------------------- | --------------------- | ------------------ |
| 2016 | Abel Mustieles Garcia -5- | Benito Ros            | Ion Areitio Agirre |
| 2015 | Abel Mustieles Garcia -4- | Lucien Leiser         | Benito Ros Charral |
| 2014 | Benito Ros Charral -8-    | Abel Mustieles Garcia | Raphael Pils       |
| 2013 | Abel Mustieles Garcia -3- | Aurelien Fontenoy     | Benito Ros Charral |
| 2012 | Abel Mustieles Garcia -2- | Vincent Hermance      | Ion Areitio Agirre |
| 2011 | Abel Mustieles Garcia     | Gilles Coustellier    | Théau Courtes      |
| 2010 | Benito Ros Charral -7-    | Abel Mustieles Garcia | Rick Koekoek       |
| 2009 | Benito Ros Charral -6-    | Rafal Kumorowski      | Loris Braun        |
| 2008 | Benito Ros Charral -5-    | Rafal Kumorowski      | Sebastian Hoffmann |
| 2007 | Benito Ros Charral -4-    | Carlos Diaz Codina    | Daniel Comas       |
| 2006 | Marco Hösel -2-           | Carlos Diaz Codina    | Benito Ros Charral |
| 2005 | Benito Ros Charral -3-    | Marco Hösel           | Catalan de la Pena |
| 2004 | Benito Ros Charral -2-    | Marco Hösel           | Rafal Kumorowski   |
| 2003 | Benito Ros Charral        | Carlos Diaz Codina    | Marco Hösel        |
| 2002 | Marco Hösel               | Juan Antonio Linares  | Peter Bartak       |

### Trials Team
| Jahr | Gold                                                                                        | Silber                                                                                    | Bronze                                                                               |
| ---- | ------------------------------------------------------------------------------------------- | ----------------------------------------------------------------------------------------- | ------------------------------------------------------------------------------------ |
| 2019 | Sergi Llongueras, Alejandro Montalvo, Vera Baron, Toni Guillen, Daniel Baron                | Lucien Leiser, Debi Studer, Vito Gonzalez, Tom Blaser, Loris Gonzalez                     | Nicolas Vallee, Louis Grillon, Charles Chibaudell, Manon Basseville, Thomas Jeu      |
| 2018 | Sergi Llongueras, Alejandro Montalvo, Irene Caminos, Ion Areitio, Marti Aran                | Dominik Oswald, Oliver Widmann, Nina Reichenbach, Noah Sandritter, Andreas Strasser       | Nicolas Vallee, Alex Rudeau, Nathan Charra, Manon Basseville, Arnaud Janin           |
| 2017 | Vincent Hermance, Alex Rudeau, Louis Grillon, Manon Basseville, Noah Cardona                | Dominik Oswald, Jonathan Sandritter, Nina Reichenbach, Noah Sandritter, Raphael Zehentner | Lucien Leiser, Debi Studer, Romain Bellanger, Tom Blaser, Christian Siegrist         |
| 2016 | Vincent Hermance, Alex Rudeau, Louis Grillon, Manon Basseville, Nicolas Vallée              | Abel Mustieles, Rafael Tibau, Irene Caminos, Eloi Paré Caballé, Jordi Araque              | Dominik Oswald, Raphael Pils, Nina Reichenbach, Jannis Oing, Jonas Friedrich         |
| 2015 | Nicolas Vallee, Nicolas Fleury, Benjamin Durville, Manon Basseville, Vincent Hermance       | Lucien Leiser, Debi Studer, Jonas König, Tom Blaser, Loritz Braun                         | Dominik Oswald, Raphael Pils, Nina Reichenbach, Jannis Oing, Hannes Herrmann         |
| 2014 | Dominik Oswald, Raphael Pils, Nina Reichenbach, Moritz Nettenheimer, Hannes Herrmann        | Nicolas Vallee, Aurelien Fontenoy, Marion Porchert, Alex Rudeau, Vincent Hermance         | Oriol Roca, Abel Mustieles, Gemma Abant Condal, Rafael Tibau Roura, Sergi Llongueras |
| 2013 | Benito Ros Charral, Bernat Seuba, Gemma Abant Condal, Rafael Tibau Roura                    | Jeremy Descloux, Aurelien Fontenoy, Marion Porchert, Alex Rudeau, Gilles Coustellier      | Lucas Krell, Matthias Mrohs, Andrea Wesp, Jonathan Sandritter, Hannes Herrmann       |
| 2012 | Benito Ros Charral, Bernat Seuba, Gemma Abant Condal, Eloi Paré Caballé, Rafael Tibau Roura | Maxime Muffat, Vincent Hermance, Marion Porchert, Clement Meot, Gilles Coustellier        | Raphael Pils, Matthias Mrohs, Andrea Wesp, Jonathan Sandritter, Hannes Herrmann      |

## Medaillenspiegel
Stand: 5. Mai 2020.
Nicht berücksichtigt sind die Junioren-/-innen- und U23-Wettbewerbe.
| Platz | Land                | Gold | Silber | Bronze | Gesamt |
| ----- | ------------------- | ---- | ------ | ------ | ------ |
| 1     | Frankreich          | 61   | 54     | 44     | 159    |
| 2     | Schweiz             | 34   | 32     | 18     | 82     |
| 3     | Spanien             | 27   | 15     | 20     | 62     |
| 4     | Vereinigte Staaten  | 22   | 20     | 34     | 76     |
| 5     | Australien          | 14   | 11     | 15     | 40     |
| 6     | Großbritannien      | 13   | 23     | 9      | 45     |
| 7     | Kanada              | 12   | 10     | 12     | 34     |
| 8     | Italien             | 8    | 5      | 17     | 30     |
| 9     | Tschechien          | 7    | 11     | 9      | 27     |
| 10    | Belgien             | 6    | 4      | 12     | 22     |
| 11    | Deutschland         | 5    | 14     | 13     | 32     |
| 12    | Dänemark            | 5    | 4      | 3      | 12     |
| 13    | Norwegen            | 4    | 5      | 1      | 10     |
| 14    | Niederlande         | 4    | 4      | 8      | 16     |
| 15    | Südafrika           | 3    | 4      | 4      | 11     |
| 16    | Schweden            | 3    | 2      | 2      | 7      |
| 17    | Polen               | 2    | 8      | 4      | 14     |
| 18    | Russland            | 2    | 4      | 2      | 8      |
| 19    | Österreich          | 2    | 2      | 3      | 7      |
| 20    | Slowakei            | 2    | 1      | 3      | 6      |
| 21    | Neuseeland          | 1    | 1      | 1      | 3      |
| 22    | Slowenien           | 1    | 1      | -      | 2      |
| 23    | Finnland            | -    | 2      | 1      | 3      |
| 24    | Japan               | -    | 1      | -      | 1      |
| 25    | Volksrepublik China | -    | -      | 1      | 1      |
| 25    | Argentinien         | -    | -      | 1      | 1      |
| 25    | Ukraine             | -    | -      | 1      | 1      |